# عين حماد (الريف الغربي)
عين حماد (بالفارسية: عین‌حماد) هي منطقة سكنية تقع في إيران في قسم الريف الغربي الريفي. يقدر عدد سكانها بـ 139 نسمة بحسب إحصاء 2016.